# 허세홍
허세홍(許世烘, 1969년 11월 21일 ~ )은 GS칼텍스 대표이사 사장 및 이사회 의장을 맡고 있는 대한민국의 기업인이다. GS그룹 오너 일가 4세 중 최연장자이다.
2003년부터 경영 수업을 받은 뒤 2017년 GS글로벌 대표이사, 2019년 GS칼텍스 대표이사 사장에 올랐다. 

## 학력사항
- 1985~1988 휘문고등학교 졸업
- 1988~1992 연세대학교 경영대학 졸업(경영학 학사)
- 1996~1998 미국 스탠포드 대학교 경영대학원 졸업(경영학 석사)
- 2008         하버드-칭화 국제비즈니스스쿨(CEIBS) 고위경영자 과정 수료

## 경력사항
- 1992  오사키 전기(Osaki Electric Company), 일본 본사
- 1994  뱅커스 트러스트 인터내셔널(Bankers Trust International PLC), 서울 지사
- 1998  아이비엠(IBM Corporation), 미국 본사
- 2003  쉐브론(Chevron Corporation), 싱가포르 법인 / 미국 본사
- 2007  GS칼텍스㈜ 상무, 싱가포르 부법인장
- 2008  GS칼텍스㈜ 상무, 싱가포르 법인장
- 2011  GS칼텍스㈜ 전무, 여수공장 생산기획 공장장
- 2013  GS칼텍스㈜ 부사장, 석유화학사업본부장
- 2014  GS칼텍스㈜ 부사장, 석유화학ㆍ윤활유사업본부장
- 2017  GS글로벌㈜ 대표이사 사장
- 2019~ GS칼텍스㈜ 대표이사 사장(現)
- 2022~ GS칼텍스 주식회사 이사회 의장

## 대외경력
- 2019~       한미경제협의회 부회장(現)
- 2021~       한미협회 부회장(現)
- 2021~2022 국가과학기술자문회의 심의위원(現)
- 2021~       한국공학교육학회 자문위원(現)
- 2022~       한국경영자총협회 부회장(現)

## 상훈
- 2008  세계경제포럼(WEF) 차세대 지도자(Young Global Leader) 선정
- 2010  산업포장
- 2022  은탑산업훈장

## 가족 관계
증조할아버지는 LG그룹 공동창업주 효주(曉州) 허만정(許萬正, 1897-1952)이다. 증조할머니는 초계 정씨로 참봉(參奉) 정연기(鄭演祈)의 여식이다.
할아버지는 허만정의 장남으로, 삼성그룹 공동창업주이자 삼양통상 창업주 및 명예회장인 허정구이다. 
할머니는 할아버지의 보성전문학교 법과 선배인 이석연(李錫璉, 1895-1952)의 딸 여주 이씨로 경주 양동 회재 이언적의 후손이다.
아버지는 허정구의 차남으로 GS칼텍스 회장을 지낸 허동수이다. 
어머니는 동양물산 회장 김선집(金善集, 1919-2008)의 딸 광산 김씨 김자경이다. 
당숙이 허창수 GS그룹 회장이다. 